# Nymphon aculeatum
Nymphon aculeatum is een zeespin uit de familie Nymphonidae. De soort behoort tot het geslacht Nymphon. Nymphon aculeatum werd in 1994 voor het eerst wetenschappelijk beschreven door Child. 